# Баклійська сотня
Баклійська сотня — військовий підрозділ та адміністративно-територіальна одиниця у складі Чигиринського полку Гетьманщини.

## Історія
Виникла весною 1648 року з початком національно-визвольної війни. Юридично оформлена Зборівським реєстром. 16 жовтня 1649 року. Тоді сотня мала 80 козаків на чолі із сотником Захарком. Згдомо згадується у присяжних списках 1654 року.
Ліквідована, ймовірно, після Андрусівської угоди 1667 року Московщини та Польщі про поділ України по Дніпру навпіл.

## Населені пункти
Сотенне містечко Баклій, нині — село Балаклія Смілянського району Черкаської області.